# Токсикодендрон восточный
Токсикоде́ндрон восто́чный, или Ипри́тка восточная (лат. Toxicodéndron orientále) — листопадный стелющийся кустарник вид рода Токсикодендрон (Toxicodendron) семейства Анакардиевые (Anacardiáceae).

## Синонимы
- Rhus ambigua Lavallée ex Dippel, 1892
- Rhus intermedia Hayata, 1908
- Rhus orientalis (Greene) C.K.Schneid., 1907 — Сумах восточный
- Rhus toxicodendron var. hispida Engl., 1900
- Rhus toxicodendron var. radicans sensu F.Schmidt, 1868
- Toxicodendron radicans subsp. orientale (Greene) Gillis, 1981

## Ботаническое описание
Токсикодендрон восточный — стелющийся кустарник со слабо приподнимающимися или лазящими стволиками. Побеги тонкие, светло-коричневые, рассеяно-рыжеволосистые.
Листья тройчатосложные черешки 4—6 см длиной. Боковые листочки 8—12 см длиной и 5—9 см шириной, яйцевидно-эллиптические, неравнобокие, острые, приострённые, реже тупые, в основании ширококлиновидные, цельнокрайные, сверху ярко-зелёные, голые, с низу сизовато-зелёные, по жилкам волосистые, или голые. Черешочки 2—5 мм длиной, волосистые. Верхушечный листочек 11—18 см длиной, 6—12 см шириной, широко-, реже округло-эллиптический, равнобокий.
Соцветия пазушные сложные кисти 7—12 см длиной (вместе с цветоносом). Цветоножки 1—2 мм длиной, слабоволосистые, или почти голые. Цветки пятичленные зеленовато-белые. Чашелистики 1—1,5 мм длиной треугольно-ланцетные, голые. Лепестки 2—4 мм длиной, продолговатые.
Плоды 4—5, мм длиной, сплюснутые, яйцевидные, или шаровидные, почти белые, с 10 продольными чёрными жилками, часто остаются на побегах до следующего года.
Все части растения содержат ядовито-обжигающий сок, который при попадании на кожу человека вызывает длительную сыпь или даже нарывы, сопровождающиеся повышением температуры.

## Распространение и экология
Произрастает в лесах, среди кустарников и в зарослях сазы.
Общее распространение: российский Дальний Восток — Южные Курилы (Кунашир, Итуруп, Шикотан), Сахалин, Японо-Китайский район.
Впервые описан из Японии.